# Campionati tedeschi di slittino 2025
I Campionati tedeschi di slittino 2025 furono la centocinquesima edizione della rassegna nazionale dello slittino, manifestazione organizzata annualmente dalla Bob- und Schlittenverband für Deutschland. Si tennero nel corso della stagione agonistica 2024/25 e precisamente il 16 novembre 2024 a Winterberg, in Germania, sull'Eisarena Winterberg, la stessa pista sulla quale due mesi dopo si svolgeranno le competizioni valide per l'assegnazione dei titoli continentali; furono disputate gare in cinque differenti specialità: nel singolo femminile, nel singolo maschile, nel doppio femminile, nel doppio maschile e nella gara a squadre.
Le medaglie d'oro furono ottenute da Anna Berreiter nella prova individuale donne, da Felix Loch in quella degli uomini, da Jessica Degenhardt e Cheyenne Rosenthal nella gara a coppie femminile, da Tobias Wendl e Tobias Arlt in quella maschile; gli stessi Berreiter, Wendl, Arlt, Loch, Degenhardt e Rosenthal primeggiarono nella staffetta.

## Risultati

### Singolo donne
La gara fu disputata il 16 novembre 2024 nell'arco di due manches e presero parte alla competizione 4 atlete; campionessa uscente era Anna Berreiter, che riuscì a bissare il titolo -il suo terzo-, davanti a Merle Fräbel ed a Anka Jänicke.
| Pos. | Atlete         | Squadre          | Tempo    | Distacco |
| ---- | -------------- | ---------------- | -------- | -------- |
|      | Anna Berreiter | RC Berchtesgaden | 1'52"307 | –        |
|      | Merle Fräbel   | RT Suhl          | 1'52"575 | +0"268   |
|      | Anka Jänicke   | WSV Königssee    | 1'52"761 | +0"454   |
| 4    | Melina Fischer | ESV Lok Zwickau  | 1'52"900 | +0"593   |

### Singolo uomini
La gara fu disputata il 16 novembre 2024 nell'arco di due manches e presero parte alla competizione 5 atleti; campione uscente era Felix Loch, che riuscì a bissare il titolo -il suo decimo-, davanti a David Nößler ed a Timon Grancagnolo.
| Pos. | Atleti            | Squadre              | Tempo    | Distacco |
| ---- | ----------------- | -------------------- | -------- | -------- |
|      | Felix Loch        | RC Berchtesgaden     | 1'44"600 | –        |
|      | David Nößler      | SV Schmalkalden      | 1'44"623 | +0"023   |
|      | Timon Grancagnolo | ESV Chemnitz         | 1'44"744 | +0"144   |
| 4    | Max Langenhan     | BRC 05 Friedrichroda | 1'44"750 | +0"150   |
| 5    | Mathis Ertel      | RRC Altenberg        | 1'45"211 | +0"611   |

### Doppio donne
La gara fu disputata il 16 novembre 2024 nell'arco di due manches e presero parte alla competizione 6 atlete; campionesse uscenti erano Jessica Degenhardt e Cheyenne Rosenthal, che riuscirono a bissare il titolo -il loro terzo-, davanti a Dajana Eitberger e Magdalena Matschina ed a Elisa-Marie Storch e Pauline Patz.
| Pos. | Atlete                                | Squadre                      | Tempo    | Distacco |
| ---- | ------------------------------------- | ---------------------------- | -------- | -------- |
|      | Jessica Degenhardt Cheyenne Rosenthal | RRC Altenberg BSC Winterberg | 1'28"080 | –        |
|      | Dajana Eitberger Magdalena Matschina  | RC Ilmenau SV Feilnbach      | 1'28"305 | +0"225   |
|      | Elisa-Marie Storch Pauline Patz       | RT Suhl SV Schmalkalden      | 1'28"964 | +0"884   |

### Doppio uomini
La gara fu disputata il 16 novembre 2024 nell'arco di due manches e presero parte alla competizione 10 atleti; campioni uscenti erano Hannes Orlamünder e Paul Gubitz, che conclusero la prova al secondo posto, ed il titolo fu conquistato da Tobias Wendl e Tobias Arlt -il loro settimo-, mentre terzi giunsero Toni Eggert e Florian Müller.
| Pos. | Atleti                        | Squadre                                     | Tempo    | Distacco |
| ---- | ----------------------------- | ------------------------------------------- | -------- | -------- |
|      | Tobias Wendl Tobias Arlt      | RC Berchtesgaden WSV Königssee              | 1'26"642 | –        |
|      | Hannes Orlamünder Paul Gubitz | RRC Zella-Mehlis                            | 1'26"659 | +0"017   |
|      | Toni Eggert Florian Müller    | BRC Ilsenburg WSC Erzgebirge Oberwiesenthal | 1'26"729 | +0"087   |
| 4    | Moritz Jäger Valentin Steudte | RT Suhl RRC Zella-Mehlis                    | 1'27"348 | +0"706   |
| 5    | Pascal Kunze Max Trippner     | ESV Lok Zwickau ESC Lok Chemnitz            | 1'27"949 | +1"307   |

### Gara a squadre
La gara fu disputata il 16 novembre 2024 ed ogni squadra prese parte alla competizione con un'unica formazione; nello specifico la prova vide la partenza di una "staffetta" composta da una singolarista donna, un doppio maschile, un singolarista uomo ed un doppio femminile, che scesero lungo il tracciato consecutivamente senza interruzione dei tempi tra un componente e l'altro per ognuna delle 3 formazioni in gara; il tempo totale così ottenuto laureò campione la squadra di Anna Berreiter, Tobias Wendl, Tobias Arlt, Felix Loch, Jessica Degenhardt e Cheyenne Rosenthal davanti al team composto da Merle Fräbel, Hannes Orlamünder, Paul Gubitz, Max Langenhan, Dajana Eitberger e Magdalena Matschina ed a quello formato da Melina Fischer, Moritz Jäger, Valentin Steudte, Timon Grancagnolo, Elisa-Marie Storch e Pauline Patz.
| Pos. | Squadre      | Atleti                                                                                             | Tempo    | Distacco |
| ---- | ------------ | -------------------------------------------------------------------------------------------------- | -------- | -------- |
|      | Germania I   | Anna Berreiter Tobias Wendl / Tobias Arlt Felix Loch Jessica Degenhardt / Cheyenne Rosenthal       | 2'23"765 | –        |
|      | Germania II  | Merle Fräbel Hannes Orlamünder / Paul Gubitz Max Langenhan Dajana Eitberger / Magdalena Matschina  | 2'23"984 | +0"219   |
|      | Germania III | Melina Fischer Moritz Jäger / Valentin Steudte Timon Grancagnolo Elisa-Marie Storch / Pauline Patz | 2'24"259 | +0"494   |